# Tratatul de la Riga (1921)
Vezi și Tratatul de pace de la Riga (1920)
Pacea de la Riga (cunoscută și sub numele Tratatul de la Riga), a fost semnat la 18 martie 1921 în Riga, între Polonia și Rusia Sovietică, la terminarea războiului polono-sovietic.

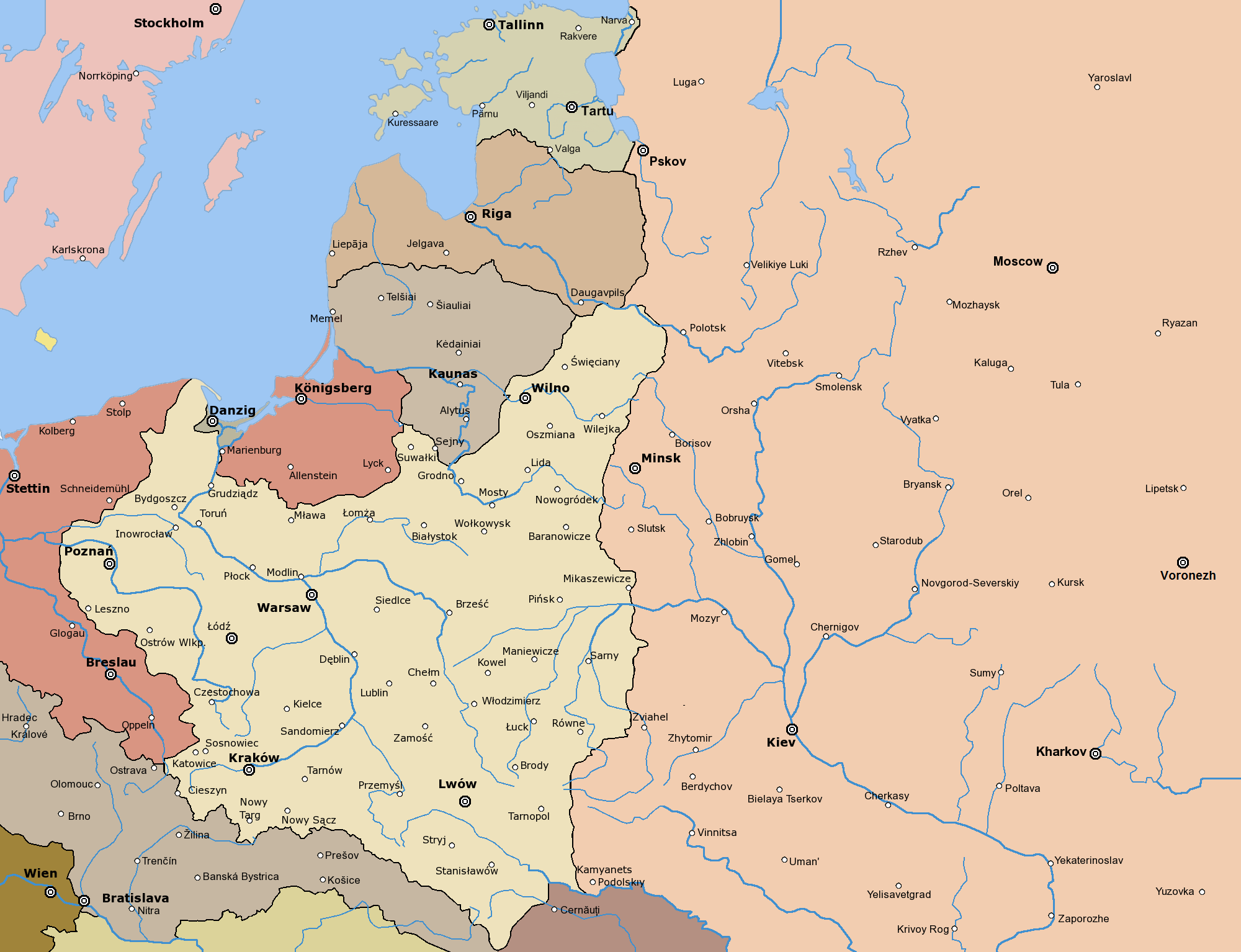
Europa Centrală și Răsăriteană după Tratatul de la Riga

## Începuturile
Chiar timpul desfășurării războiului civil rus, polonezii erau nerăbdători să recucerească toate teritoriile Uniunii statale polono-lituaniene stăpânite de Rusia, dușmanul lor tradițional. Istoricul J.F.C. Fuller a descris Bătălia de la Varșovia ca fiind una dintre cele mai importante din toate timpurile. Dacă bolșevicii ar fi reușit ocuparea Poloniei, ei ar fi fost capabili să-i ajute pe comuniștii germani, lucru care ar fi putut asigura victoria revoluției sovietice în Germania. 

## Tratatul de pace
Primele discuții de pace au început pe 17 august 1920 în Minsk, dar după un incident, al cărui victime au fost negociatorii polonezi, tratativele s-au mutat la Riga, unde au reînceput pe 21 septembrie. 
Șefii negociatorilor au fost Jan Dąbski, pentru Polonia, și Adolf Joffe, pentru URSS. 
Rezultatele Tratatul de pace de la Riga au fost controversate. S-a spus că cea mai mare parte a ceea ce a câștigat Polonia în războiul din 1920 a fost pierdut în timpul negocierilor de pace, negociatorii polonezi fiind caracterizați ca lipsiți de viziunea viitorului și cu minți limitate. Lor le-au lipsit elementele care au adus victoria luptei poloneze pentru independență: combinația fericită între integritatea, credința de luptător și capacitatea de a face predicții pe termen lung a lui Józef Piłsudski. În 1921, Piłsudski nu mai era "Șeful Statului", era numai un observator în timpul negocierilor de pace, pe care el le-a considerat un act de trădare lașă. Datorită dezastruoasei înfrângeri militare, bolșevicii au oferit delegației poloneze concesiuni teritoriale importante, în zonele de graniță aflate în litigiu. În ciuda acestor fapte, pentru mulți observatori a părut că polonezii se comportau de parcă nu ei erau învingătorii, ci învinșii. Polonezii epuizați de război, asupra cărora se făceau și presiuni mari din partea Ligii Națiunilor, au decis să semneze Tratatul de pace de la Riga pe 8 martie 1921, împărțind teritoriile în litigiu din Belarus și Ucraina între Polonia și Rusia. Ucrainenii, conduși de Simon Petliura, luptaseră ca aliați loiali ai polonezilor împotriva rușilor. În timpul negocierilor, polonezii, influențați de sovietici, n-au dat dovadă de loialitate, trădându-și aliații, ceea ce a dus mai târziu la pieirea ambilor aliați. Calculele acestea rușinoase, făcute fără viziunea viitorului, l-au rușinat profund pe Piłsudski. El a ieșit din camera în care se duceau tratativele și le-a spus liderilor ucraineni, care așteptau rezultatele conferinței: "Domnilor, îmi cer scuze din adâncul sufletului".
De fapt, tratatul a încălcat condițiile alianței militare polono-ucrainene, care interzicea, în mod explicit, semnarea unui tratat separat de pace. Datorită a ceea ce ucrainenii au catalogat drept o trădare, relațiile majorității poloneze cu minoritatea ucraineană s-au înrăutățit, sentimentul fiind exploatat de propaganda sovietică. Sentimentele anti-poloneze au avut ca rezultat creșterea tensiunii interetnice și izbucnirea unor acțiuni violente în 1930 și ’40. Până la sfârșitul anului 1921, majoritatea luptătorilor pentru independența Ucrainei, Belarusului ca și antibolșevicii ruși (albii) trecuseră granița în Polonia și depuseseră armele, sau fuseseră anihilați de Armata Roșie. 
Visul lui Józef Piłsudski de a crea o alianță, eventual un stat federal, al națiunilor independente din Europa Răsăriteană (Międzymorze) s-a năruit, deoarece Polonia nu a fost în stare să-și îndeplinească îndatoririle pe care și le asumase față de ucraineni, pentru a le sprijini independența. În plus, relațiile cu lituanienii s-au tensionat dramatic odată cu anexarea, de către Polonia, a orașului Vilnius, pe care lituanienii îl considerau drept capitala lor istorică. 

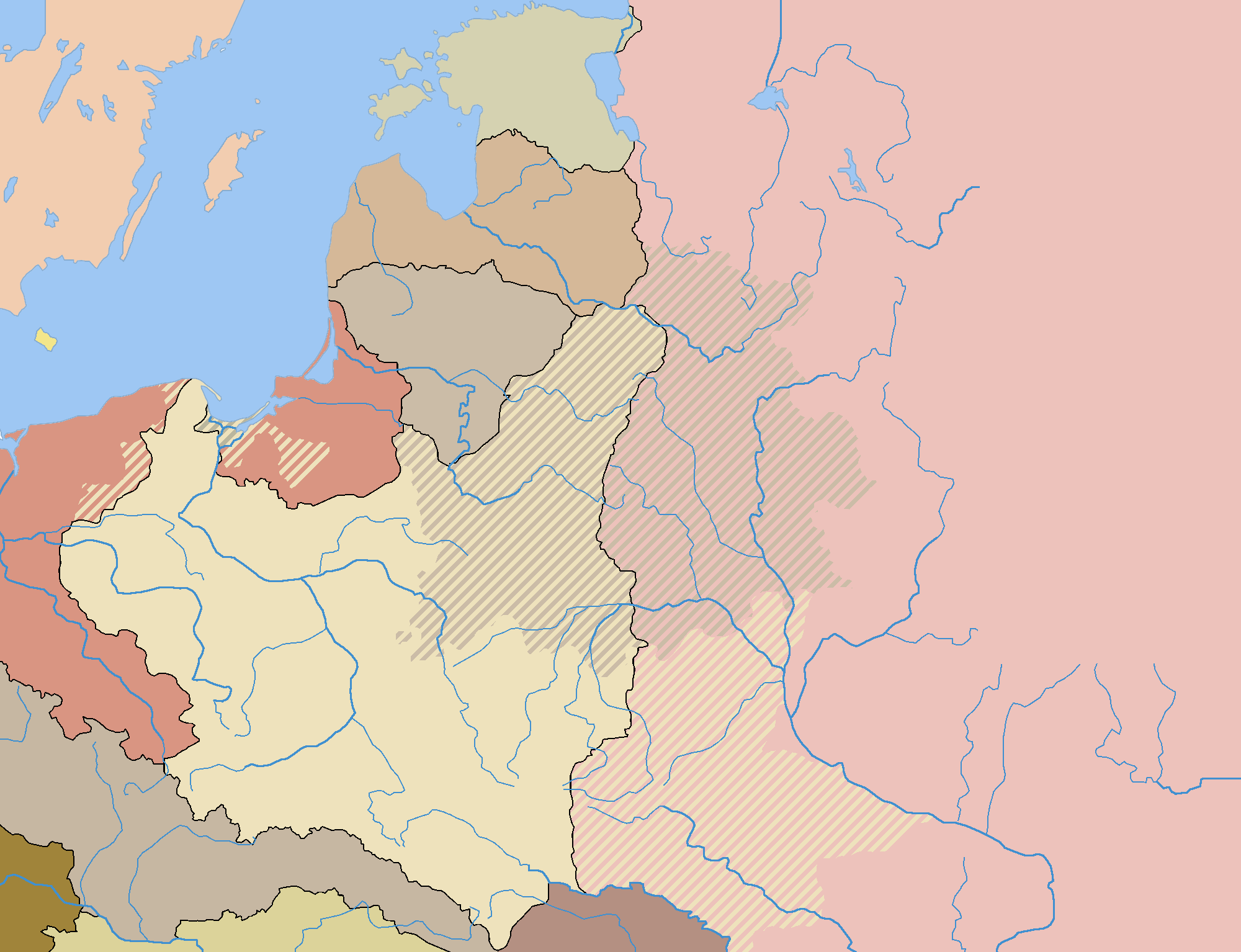
Polonia după tratatul de la Riga, cu granițele fostului stat polono-lituanian de dinainte de împărțirile Poloniei evidențiate pe hartă

Pe de altă parte, Tratatul de la Riga a dus la stabilizarea graniței de răsărit a Poloniei. Noul stat polonez a predat rușilor cea mai mare parte a teritoriilor pierdute în timpul primei și celei de-a doua împărțiri a Poloniei, lăsând în afara granițelor naționale un mare număr de conaționali, (aproximativ un milion de oameni), în special în regiunile Słuck și Żytomierz. Sovieticii s-au dedat la represalii masive împotriva polonezilor în teritoriile pe care le controlau: confiscări ale proprietăților (pământuri, păduri), persecuții religioase și, până în cele din urmă, deportarea polonezilor în Kazahstan în 1931 – 1934. Populația care trăia între granițele statului polonez, inclusiv aproximativ 6 milioane de ucraineni, belaruși, lituanieni și evrei au fost feriți de totalitarismul stalinist, fiindu-le garantate drepturile asupra proprietății, drepturile civile și cele religioase, pentru următorii 18 ani. Totuși, au existat conflicte interetnice, în special în timpul Marii Crize din 1929. 
Polonia a primit și anumite compensații bănești (30 de milioane de ruble) pentru contribuția economică pe care a avut-o la bunăstarea Imperiului Rus, pe vremea când făcea parte din statul țarist. Rușii a trebuit să restituie comorile de artă poloneze răpite tezaurului național după 1772. Amândouă părțile au renunțat la cerea unor compensații de război.